# Панитумумаб
Панитумумаб (англ. Panitumumab), ранее известный как ABX-EGF, — противоопухолевое средство, человеческие моноклональные антитела IgG2, полученные из клеточной линии млекопитающих (яичники китайского хомячка) путём рекомбинантной ДНК-технологии, специфичные для рецептора эпидермального фактора роста (у человека известен как рецептор EGFR, ErbB-1 и HER1).
Панитумумаб был разработан компанией Abgenix Inc., производится компанией Amgen и представлен на рынке под маркой Вектибикс (Vectibix).
В 2014 году Amgen и Illumina заключили соглашение о разработке диагностического теста, используемого в качестве компаньона для панитумумаба, чтобы определять его применимость, эффективность и безопасность для конкретных пациентов.

## Применение
Панитумумаб получил одобрение от FDA впервые в сентябре 2006 года для «лечения EGFR-экспрессирующего метастатического колоректального рака с прогрессированием заболевания», несмотря на предшествующее лечение. Панитумумаб был одобрен Европейским Агентством по лекарственным средствам (ЕМЕА) в 2007 году, а Министерство здравоохранения Канады одобрило его в 2008 году для «лечения рефрактерного EGFR-экспрессирующего метастатического колоректального рака у пациентов с не мутировавшим („диким“) KRAS».
Панитумумаб был первым моноклональным антителом, продемонстрировавшим использование KRAS в качестве прогностического биомаркера.

## Одобрение FDA
Панитумумаб первоначально был одобрен 27 сентября 2006 года для EGFR-экспрессирующего метастатического прогрессирующего колоректального рака во время или после применения фторопиримидин-, оксалиплатин-, и иринотекан-содержащих препаратов. Одобрение было основано на результатах исследования, которое показало клиническую пользу у пациентов с метастатическим колоректальным раком. В июле 2009 FDA в обновила маркировку двух препаратов анти-EGFR моноклональных антител (панитумумаб и цетуксимаб) обозначив, что они предназначены для лечения метастатического колоректального рака, и включила в них информацию о KRAS-мутации. Это произошло на основании исследования, которое продемонстрировало отсутствие пользы от Панитумумаба у пациентов с NRAS-мутацией.

## В России
С 2018 года входит в перечень ЖНВЛП.

## Механизм действия
EGFR это трансмембранный белок. Панитумумаб действует путём связывания внеклеточного домена EGFR и предотвращает его активацию. Это приводит к остановке каскада внутриклеточных сигналов, зависящих от указанного рецептора.

## Разработка и производство
Панитумумаб был разработан путём иммунизации трансгенных мышей (XenoMouse), которые способны производить человеческий иммуноглобулин тяжёлых лёгких цепей. После иммунизации этих животных специфический клон В-лимфоцитов, который производил антитела против EGFR, был отобран и закреплён в клетках яичниках китайского хомячка (Chinese hamster ovary — CHO). Эти клетки затем используются для полномасштабного производства на 100 % человеческих антител.

## Фармакокинетика
При назначении панитумумаба в качестве монотерапии или в комбинации с химиотерапией фармакокинетика препарата носит нелинейный характер. Однако она является приблизительно линейной в клинических дозах, и средне-терминальный период полувыведения у типичного пациента мужского пола массой 80 кг 60-летнего возраста с колоректальным раком составляет около 9,4 дней.

## Побочные эффекты
Панитумумаб может вызвать кожную сыпь, усталость, тошноту, понос и снижение уровня магния. Кожная сыпь чаще отмечается после воздействия солнечных лучей на открытые части тела, такие как лицо или грудь. Для лечения кожных высыпаний, таких как волдыри и язвы, могут понадобиться оральные антибиотики. Так же показаны местные стероидные кремы, такие как гидрокортизон.

## Противопоказания
Панитумумаб не эффективен у пациентов, которые имеют мутации KRAS или NRAS. Противопоказан при интерстициальном пневмоните или фиброзе лёгких. Эффективность и безопасность панитумумаба для лиц моложе 18 лет не установлена.